# سیارک ۲۱۶۶۲۴
سیارک ۲۱۶۶۲۴ (به انگلیسی: 216624 Kaufer، نامگذاری:2002XW37)۲۱۶۶۲۴مین سیارک کشف شده‌است که در ۰۹ دسامبر ۲۰۰۲ کشف شد.